# Линнузе (Муху)
Линнузе, ранее также Ли́ннусе (эст. Linnuse)  — деревня в волости Муху уезда Сааремаа, Эстония. 

## География и описание
Расположена в западной части острова Муху, на берегу пролива Вяйкевяйн, в 4 километрах к юго-западу от волостного центра — деревни Лийва. Через деревню проходит шоссе Ристи—Курессааре. Высота над уровнем моря — 10 метров.
Климат умеренный. Официальный язык — эстонский. Почтовый индекс — 94727.

## Население
По данным переписи населения 2021 года, в Линнузе насчитывался 81 житель, из них 79 (97,5 %) — эстонцы.
По данным переписи населения 2011 года, в деревне проживали 73 человека, все — эстонцы.
Численность населения деревни Линнузе по данным переписей населения:
| Год  | 1959 | 1970  | 1979  | 1989  | 2000 | 2011 | 2021 |
| ---- | ---- | ----- | ----- | ----- | ---- | ---- | ---- |
| Чел. | 108  | ↘ 101 | ↗ 107 | ↘ 104 | ↘ 79 | ↘ 73 | ↗ 81 |

## История
В письменных источниках 1645 года упоминается Linnus, 1798 года — Linnust. Эстонские историки считают, что деревня Линнузе возникла после 1626 года.
В 1972 году в деревне, на братской могиле воинов Советской армии, павших во Второй мировой войне ( с 1997 до 2022 года), был установлен монумент, получивший название «Скорбящая мать» (автор — скульптор Калью Рейтель). В протоколе от 30 ноября 2022 года рабочая группа по советским памятникам при Госканцелярии Эстонии (РГСП) оценила этот памятник как нейтральный монумент, который имеет высокую художественную ценность и создан признанным эстонским художником, т. е. не подлежит удалению из общественного пространства или замене. Памятник выражает всеобщий траур и не имеет текста и символов, несущих идеологический посыл; противодействия ему не сложилось даже среди местного населения.
В советское время в деревне были также установлены мемориальные камни у дамбы Вяйнатамм с надписью на первом «5.X 1944 войска Советской армии форсировали пролив Вяйке-Вяйн» и на втором — «5 октября 1944 года 2-я рота 917-го стрелкового полка Эстонского стрелкового корпуса под командованием старшего лейтенанта Карла Оя после тяжелого и кровопролитного боя с фашистами освободила плотину». Их посвятили боям советской армии с немецкими регулярными воинскими частями у дамбы Вяйнатамм, соединяющей острова Муху и Сааремаа, в ходе Моонзундской наступательной операции 1944 года. РГСП признала их «красным монументом», подлежащим удалению из общественного пространства. Ликвидированы в 2023 году (см. Список советских военных памятников Эстонии).

## Достопримечательности
- Ветряная мельница Ээму
- Тиллунире — живописное место: углублённый ров, соединяющий стороны пролива Вяйкевяйн, разделённые дамбой Вяйнатамм.

Деревня Линнузе
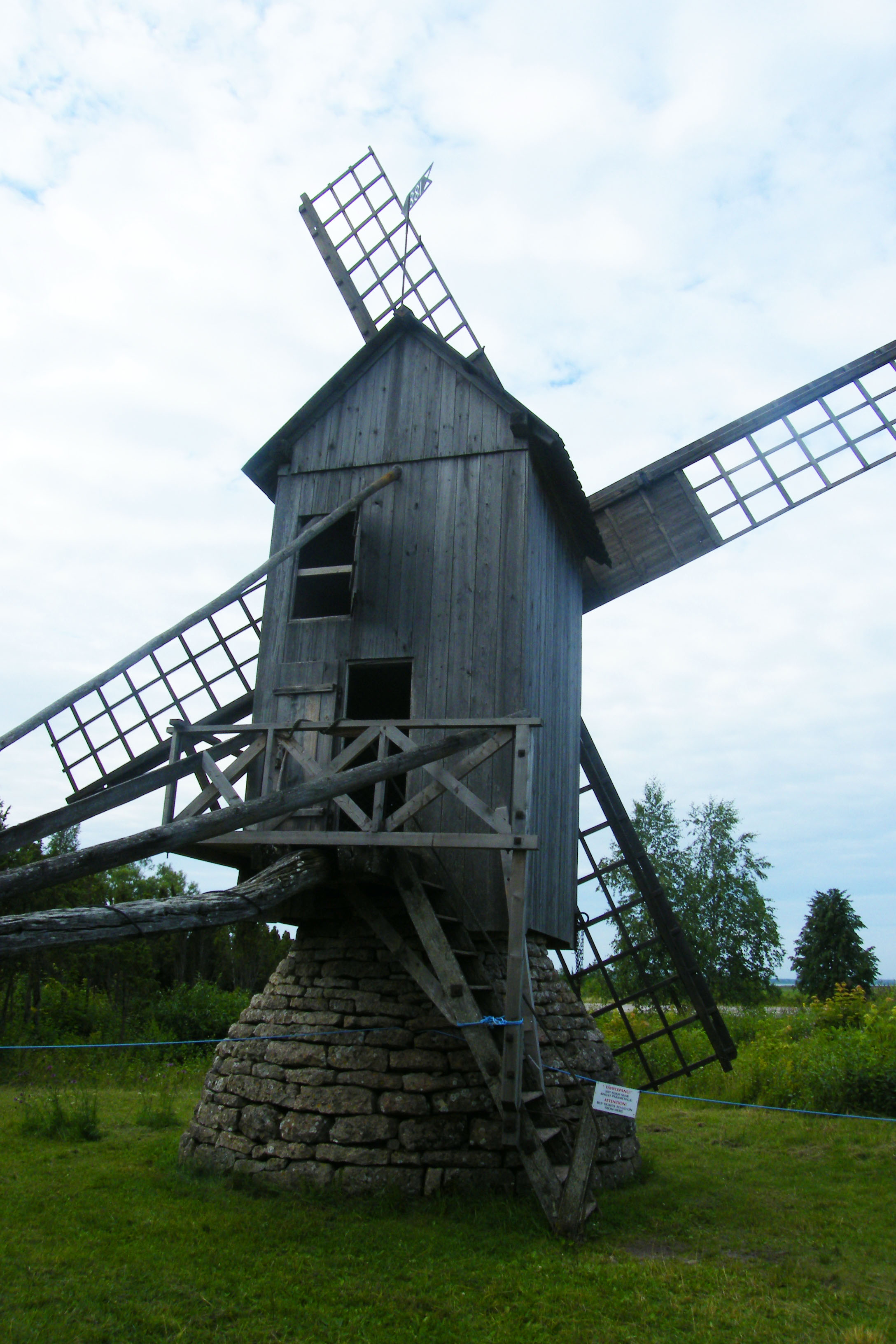
Ветряная мельница Ээму
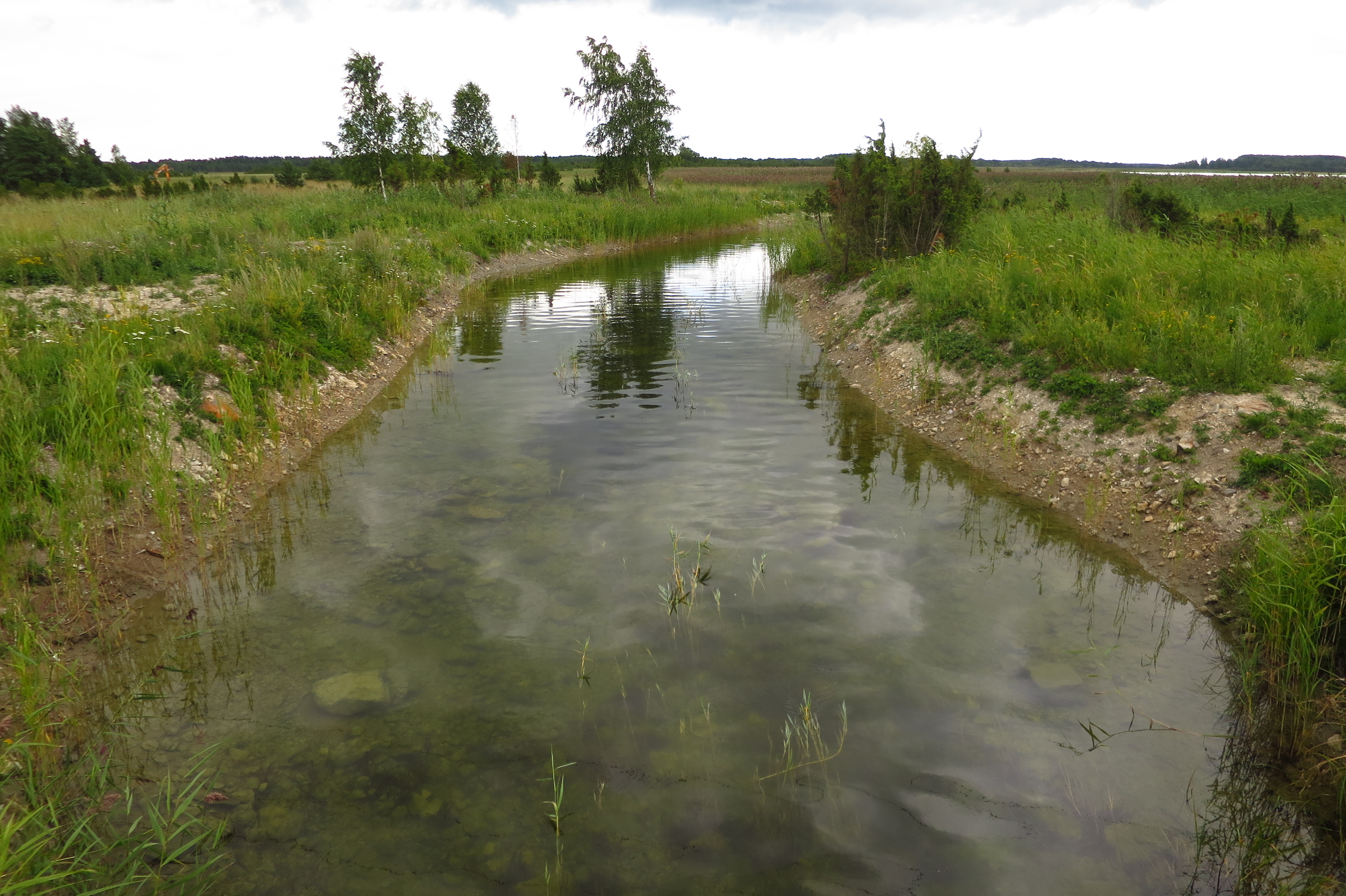
Тиллунире
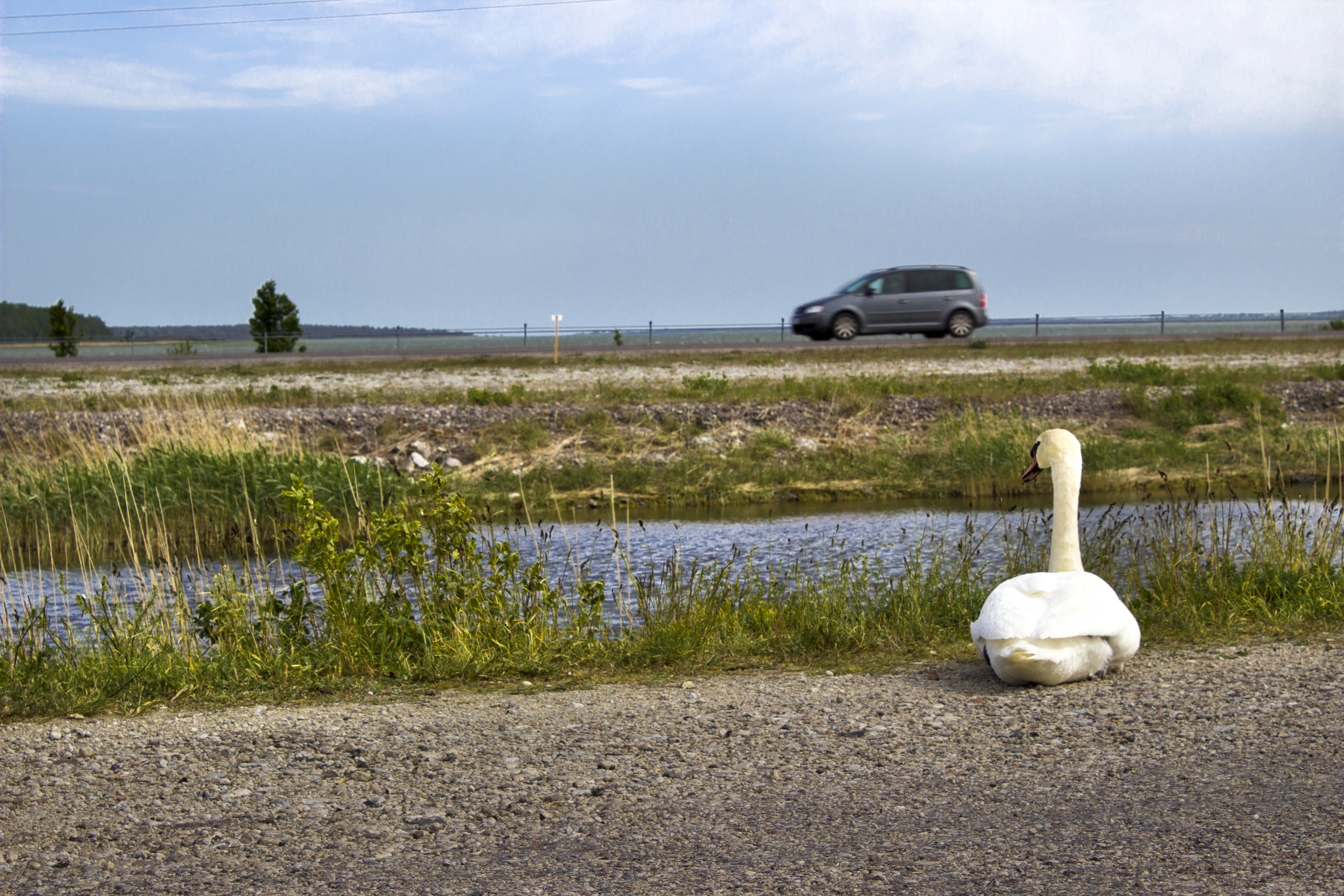
Дамба Вяйнатамм
Памятные камни советским частям у плотины Вяйке-Вяйнатамм. Ликвидированы в 2023 году

## Происхождение топонима
Деревня получила своё названия из-за того, что расположена возле древнего Мухуского замка (эст. Muhu muinaslinnus, эст. linnus — замок, городище).